# Sanogasta
Sanogasta is een geslacht van spinnen uit de  familie van de Anyphaenidae (buisspinnen).

## Soorten
- Sanogasta alticola (Simon, 1896)
- Sanogasta approximata (Tullgren, 1901)
- Sanogasta backhauseni (Simon, 1895)
  - Sanogasta backhauseni patagonicus (Simon, 1905)
- Sanogasta bonariensis (Mello-Leitão, 1940)
- Sanogasta maculatipes (Keyserling, 1878)
- Sanogasta maculosa (Nicolet, 1849)
- Sanogasta mandibularis Ramírez, 2003
- Sanogasta minuta (Keyserling, 1891)
- Sanogasta paucilineata (Mello-Leitão, 1945)
- Sanogasta pehuenche Ramírez, 2003
- Sanogasta puma Ramírez, 2003
- Sanogasta rufithorax (Tullgren, 1902)
- Sanogasta tenuis Ramírez, 2003
- Sanogasta x-signata (Keyserling, 1891)